# Montflovin
Montflovin är en kommun i departementet Doubs i regionen Bourgogne-Franche-Comté i östra Frankrike. Kommunen ligger i kantonen Montbenoît som tillhör arrondissementet Pontarlier. År 2022 hade Montflovin 118 invånare.

## Befolkningsutveckling
Antalet invånare i kommunen Montflovin
Referens:INSEE